# Classical
Classical je první sólové studiové album německého metalového kytaristy Wolfa Hoffmanna, vydané v roce 1997. Obsahuje jedenáct klasických upravených do rockové podoby. Je mezi nimi například Vltava od Bedřicha Smetany.

## Seznam skladeb
| Pořadí | Název                            | Autor                 | Délka |
| ------ | -------------------------------- | --------------------- | ----- |
| 1.     | Prelude                          | Georges Bizet         | 1:25  |
| 2.     | In the Hall of the Mountain King | Edvard Grieg          | 3:14  |
| 3.     | Habanera                         | Georges Bizet         | 5:14  |
| 4.     | Arabian Dance                    | Petr Iljič Čajkovskij | 5:14  |
| 5.     | The Moldau                       | Bedřich Smetana       | 4:54  |
| 6.     | Bolero                           | Maurice Ravel         | 8:17  |
| 7.     | Blues for Elise                  | Ludwig van Beethoven  | 4:02  |
| 8.     | Aragonaise                       | Georges Bizet         | 4:27  |
| 9.     | Solveig's Song                   | Edvard Grieg          | 3:45  |
| 10.    | Western Sky                      | Wolf Hoffmann         | 4:26  |
| 11.    | Pomp & Circumstance              | Edward Elgar          | 3:42  |

## Obsazení
- Wolf Hoffmann – kytara
- Mike Brignardello – baskytara
- Peter Baltes – baskytara
- Al Kooper – klávesy, varhany
- Michael Cartellone – bicí